# الکس وولف
الکس وولف (انگلیسی: Alex Wolff؛ زادهٔ ۱ نوامبر ۱۹۹۷) بازیگر، خواننده و نوازنده گیتار اهل ایالات متحده آمریکا است.
از فیلم‌ها یا برنامه‌های تلویزیونی که وی در آن نقش داشته‌است می‌توان به موروثی، جومانجی: به جنگل خوش آمدید، جومانجی: مرحله بعدی، قلعه در زمین، رفیق، دوست من دامر، راهنمای پرنده برای همه‌چیز، خوک (فیلم ۲۰۲۱)، پرستار و فیلم پیری اشاره کرد.